# Oehmigke Verlag
Oehmigke ist ein deutscher Verlag, der 1784 gegründet wurde.
Gründer des Verlages war Johann Samuel Ferdinand Oehmigke (*  25. Mai 1761; † 13. Juni 1827). Oehmigke war Sohn eines angesehenen Fabrikanten in Berlin. 1775 nahm er eine Buchhandelslehre bei Brönner in Frankfurt am Main auf. Er wurde Gehilfe bei Johann Friedrich Korn in Breslau und war in der Buchhandlung seines Schwiegervaters Joachim Pauli in Berlin tätig.
Nachdem Oehmigke seine eigene Sortimentsbuchhandlung mit angeschlossenem Verlag 1784 zunächst in Küstrin eröffnet hatte, zog er 1790 nach Berlin. Nach einiger Zeit übergab es das Sortimentsgeschäft an Gottfried Karl Nauck. Den Verlag führte er weiter und eröffnete zudem eine Leihbibliothek, die er bis 1815 führte.
Oehmigke selbst publizierte eigene Werke unter Pseudonym. 1815 kehrte Oehmigke wieder nach Küstrin zurück.

## Verlag
1821 übernahm Ludwig Oehmigke den Verlag. Im Jahr 1828 umfasste der Verlagskatalog 78 Werke meist kleineren Umfangs sowie etliche Zeitschriften. 1855 wurde der Verlag an Friedrich Appelius verkauft; 1873 kam er an R. Appelius. Seit 1904 war Dr. jur. F. Caspari Inhaber der Firma L. Oehmigkes Verlagshandlung (R. Appelius) in Berlin.

## Bedeutende Publikationen
In dem Verlag erschien die Broschüre "Frauenbildung" von Helene Lange, die wesentlich für die Gleichberechtigung der Frau im Bildungswesen wurde.